# Siegmund Gabriel
Siegmund Gabriel (Berlino, 1851 – 1924) è stato un chimico tedesco.
Insegnante all'università di Berlino, è noto soprattutto alcune sintesi relative alle ammine primarie, come la sintesi di Gabriel, che produce ammine da alogenuri alchilici utilizzando  il derivato potassico della ftalimmide e per la preparazione di derivati dell'isochinolina.